# L'Inadapté
L'Inadapté (titre original : Misfit) est une nouvelle de Robert Heinlein publiée pour la première fois dans le magazine Astounding Science Fiction en novembre 1939 (en 1969 en français par OPTA), et faisant partie de l’Histoire du futur.

## Résumé
Comme bien d'autres jeunes, Libby s'est embarqué comme volontaire dans le Corps de Construction Cosmique afin d'acquérir une expérience de la vie et du travail loin d'une Terre trop aseptisée. Affecté au chantier d'un astéroïde qui doit être transformé en base spatiale, il va faire preuve de talents de calculateur prodige et étonner ses supérieurs, plutôt accoutumés à recevoir des inadaptés.

## Éditions en français
- dans Histoire du futur (Tome 2), OPTA, coll. Club du livre d'anticipation no 16, 1969.
- dans Histoire du futur (Tome 2), Révolte en 2100, Presses-Pocket/Pocket, coll. Science-fiction no 5076, 1980 (rééd. 1987)
- dans Histoire du futur (Tome III), Révolte en 2100, Gallimard, coll. Folio SF no 209, 2005.